# Раиса
Раи́са (др.-рус. Раисъ от др.-греч. Ραΐς ← др.-греч. ῾Ηραΐς, ῾Ιραΐς) — женское 1) русское личное имя, греческого происхождения; усечённая форма имени Ираида. 2) тюркское личное имя; 3) восточноевропейское имя Райка, Райя произошедшее в результате добавления суффикса -ка, -ко к имени Раймунд. Существуют несколько альтернативных версий об этимологии и происхождении имени Раиса.
Распространённая краткая форма имени — Ра́я. Распространённые разговорные формы — Раи́за, Раи́сия, Раи́сья.
Имя «Раиса» является вариантом, или усечённой формой имени «Ираида». Если имя «Ираида» образовано от родительного падежа — др.-греч. ῾Ηραΐδος, ῾Ιραΐδος греческого имени др.-греч. ῾Ηραΐς, ῾Ιραΐς; то имя «Раиса» образовано от усечённой формы др.-греч. Ραΐς греческого имени др.-греч. ῾Ηραΐς, ῾Ιραΐς.
Имя «῾Ηραΐς, ῾Ιραΐς» связано с именем Геры. «Ἡραῖα» — празднества в честь Геры в Аргосе и на Самосе

## Гипотезы о происхождении имени
Кебер Янез в «Словаре имен» («Lexikon imen: onomastični kompendij» 2008) приводит следующие варианты:
- от восточнославянского имени Райка, Рая, которое в свою очередь является женской версией мужского имени Райко, произошедшего с добавлением суффикса -ко к немецкому мужскому имени Rajmund[8]

А. В. Суперанская в «Словаре русских личных имён» приводит следующие варианты этимологии:
- от др.-греч. ρεϊστος («реистос») — превосходная степень от ραδϊος («радиос»): «беспечный», «легкомысленный»;
- от Ραιθα («Раифа») — название местности в Аравийской пустыне, в искажённом виде ставшее личным именем;
- от серб. Раица — личного имени, производного от Рая, которое в свою очередь, является сокращённым к именам Радмила, Радослава;
- от араб. رئيسة‎ («раиса») — «начальница».

Раиса Горбачёва (в центре) с мужем Михаилом Горбачёвым (справа) и четой Рейганов — Рональдом и Нэнси. 1987 год

## История имени
В христианском именослове имя Раиса соотносится со святой носительницей имени — мученицей Раисой Александрийской, пострадавшей за веру, согласно преданию, в начале IV века, и упоминаемой в житии также под именем Ираида.

## Распространённость имени
Имя «Раиса» в России до XIX века было преимущественно монашеским и не встречалось среди мирян. Так, исследования женских имён в России XVIII века, проведённые В. А. Никоновым, охватили архивные записи более чем о ста тысячах женщин и при этом не выявили ни одной носительницы имени. Никонов в связи с этим отмечал, что время имени Раиса наступило в следующем столетии — наряду с именами Нина, Лидия, Зоя, Тамара, Лариса, Евгения и некоторыми другими, имевшимися в православных святцах, но практически не использовавшимися.
На рубеже XIX—XX веков имя оставалось редким; расцвет популярности имени — уже в новом качестве — пришёлся на первые десятилетия после Октябрьской революции. Имя в обществе переосмысливалось в контексте созвучного понятия «рай»; например, Раиса Горбачёва, супруга первого президента СССР Михаила Горбачёва, вспоминала, что имя для неё выбрал отец, для которого «оно означало „рай“. Райское яблочко». Сведения, собранные А. В. Суперанской и А. В. Сусловой об именах новорождённых в Ленинграде за несколько десятилетий, показывают, что частотность имени в 1920-е — 1930-е годы составляла 12 ‰ (то есть выявлялось 12 носительниц имени в 1000 учтённых). В 1940-е — 1950-е годы частотность возросла до 18 ‰. Однако в последующие десятилетия (1960-е — 1980-е годы) имя стремительно «вышло из моды» и не фиксировалось ни одного случая наречения им. Суперанская и Суслова относили имя к категории имён, получивших ограниченное распространение.
Статистика В. А. Никонова по именам новорождённых в 1961 году, собранная в нескольких регионах центральной России, показывает, что имя в начале 1960-х было преимущественно «сельским». В городах его частотность колебалась от <0,5 ‰ (в Костроме) и 1 ‰ (во Владимире) до 3 ‰ (в Курске, Пензе и Тамбове) и 4 ‰ (в Калуге и Ульяновске). На селе разброс значений частотности был больше и в целом показатели были выше: максимумы отмечались в сельских районах Курской (26 ‰) и Калужской (28 ‰) областей. В сельских районах Пензенской и Тамбовской областей частотность была 15 ‰; Владимирской — 8 ‰; в Костромской и Ульяновской областях — 6 ‰; в Тульской и Куйбышевской (ныне Самарской) — 5 ‰. В Ярославской области не зафиксировано ни одного случая наречения именем.
Таким образом, имя к 1960-м годам всё реже встречалось в городах, перемещаясь в провинцию; то есть проявляло описанные Е. Душечкиной свойства имён, «вышедших из моды» и вытесняемых на культурную периферию.
К 2000-м годам имя вновь стало редким. Например, в Хабаровском крае в 2004 году зафиксирован единственный случай наречения именем Раиса (при том, что в крае в тот год родилось свыше 8000 девочек).

## Именины
- Православные именины (даты даны по григорианскому календарю)[15]: 18 сентября, 6 октября.
- В католическом календаре именин приходится на имена Селестин или Раймунд: (7 января, 19 мая, 21 июня, 27 июля, 31 августа)[6]